# Tudela
För andra betydelser, se Tudela (olika betydelser).
Tudela (baskiska: Tutera) är en stad och kommun i den autonoma regionen Navarra i norra Spanien. Staden ligger i Ebrodalen, cirka 84 kilometer söder om Pamplona. Kommunen har 38 685 invånare (2024), på en yta av 215,06 km².
Det har förmodligen funnits människor i området ända sedan romarnas tid. Staden grundades 802 av den muslimska emiraten al-Hakam I. Den fick ett viktigt strategiskt läge under 900-talet. År 1119 erövrades den av kristna under Alfons I:s ledning.
Judarna var bannlysta ända till 1498. Ändå har staden delvis blivit känd för att den judiske upptäcktsresanden på 1100-talet Benjamin från Tudela kom därifrån.
Järnvägsstationen i Tudela stod klar 1861, vilket banade vägen för en stor tillväxt för staden.